# Segestidea
Segestidea is een geslacht van rechtvleugeligen uit de familie sabelsprinkhanen (Tettigoniidae). De wetenschappelijke naam van dit geslacht is voor het eerst geldig gepubliceerd in 1903 door Bolívar.

## Soorten
Het geslacht Segestidea omvat de volgende soorten:
- Segestidea acuminata Kästner, 1934
- Segestidea defoliaria Uvarov, 1924
- Segestidea leefmansi Willemse, 1940
- Segestidea marmorata Bolívar, 1903
- Segestidea montana Willemse, 1979
- Segestidea novaeguineae Brancsik, 1898
- Segestidea punctipennis Bolívar, 1903
- Segestidea queenslandica Rentz, Su & Ueshima, 2006
- Segestidea rufipalpis Willemse, 1966
- Segestidea soror Hebard, 1922
- Segestidea uniformis Willemse, 1940